# Margitta Pufe
Margitta Pufe (n. 10 septembrie 1952, Gera, Germania) este o aruncătoare de greutate ce a reprezentat Germania, medaliată olimpică. A participat la 2 ediții ale Jocurilor Olimpice (1976, 1980) în care a câștigat o medalie de bronz.